# الزقوم (حماة)
الزقوم قرية سورية تتبع ناحية الزيارة في منطقة السقيلبية في محافظة حماة. بلغ عدد سكانها 913 نسمة في عام 2004 حسب إحصاء المكتب المركزي للإحصاء.

## وصلات خارجية
- الوحدات الإدارية في محافظة حماة